# جی بلسکی
جی بلسکی (انگلیسی: Jay Belsky; ۷ ژوئیهٔ ۱۹۵۲ – ) دانشمند در زمینه روان‌شناسی تکوینی اهل ایالات متحده آمریکا بود.